# Persbureau Xinhua
Xinhua of Xinhua News Agency is de officiële staatspers van de Volksrepubliek China (VRC) en het grootste centrum in het land dat informatie verzamelt voor persconferenties. Xinhua is een van de twee staatspersagentschappen, het andere is China News Service.
Er werken meer dan tienduizend mensen bij Xinhua. Xinhua geeft meer dan 20 kranten en een dozijn tijdschriften uit. Xinhua's drukwerk wordt behalve in het hanzi, ook in het Engels, Spaans, Frans, Russisch en Arabisch uitgegeven.